# 伯恩斯裸胸鱔
伯恩斯裸胸鱔，又名伯恩斯裸胸鯙、錢鰻、薯鰻、虎鰻，為輻鰭魚綱鰻鱺目鯙亞目鯙科的其中一個種。

## 分布
本魚廣泛分布於印度太平洋區，包括紅海、東非、日本、澳洲、巴拿馬、哥斯大黎加等海域。

## 深度
水深0至40公尺。

## 特徵
本魚吻尖銳，體為暗褐色，有多數不甚明顯而不規則的黑斑，大小如眼徑，多少成行列，在尾部者成不規則之橫條紋，且有粒狀突起，鰭邊緣為黃綠色。體長可達31公分。牙齒尖銳，需小心咬傷。

## 生態
本魚為鯙科中較小型者，棲息環境為礁岩之洞穴或礁隙間，晝伏夜出，以節肢動物和其他魚類為食。

## 經濟利用
食用魚，煮清湯，味道鮮美，另外也可作為觀賞魚。